# Čirůvka dvoubarvá
Čirůvka dvoubarvá, dříve nazývaná Rudočechratka dvoubarvá (Lepista saeva (Fr.) P.D. Orton, 1960) je jedlá houba z čeledi čirůvkovitých.

## Synonyma
- Agaricus anserinus Fr.,  (1838)
- Agaricus personatus ß saevus Fr.,  (1838)
- Clitocybe saeva (Fr.) H.E. Bigelow & A.H. Sm.,  (1969)
- Rhodopaxillus saevus (Fr.) Maire,  (1913)
- Tricholoma anserinum (Fr.) van Eeden{?}
- Tricholoma personatum var. anserina (Fr.) Berk., (1887)
- Tricholoma personatum var. saevum (Fr.) Dumée,  (1905)
- Tricholoma saevum (Fr.) Gillet,  (1920)
- Lepista personata

## Odkazy

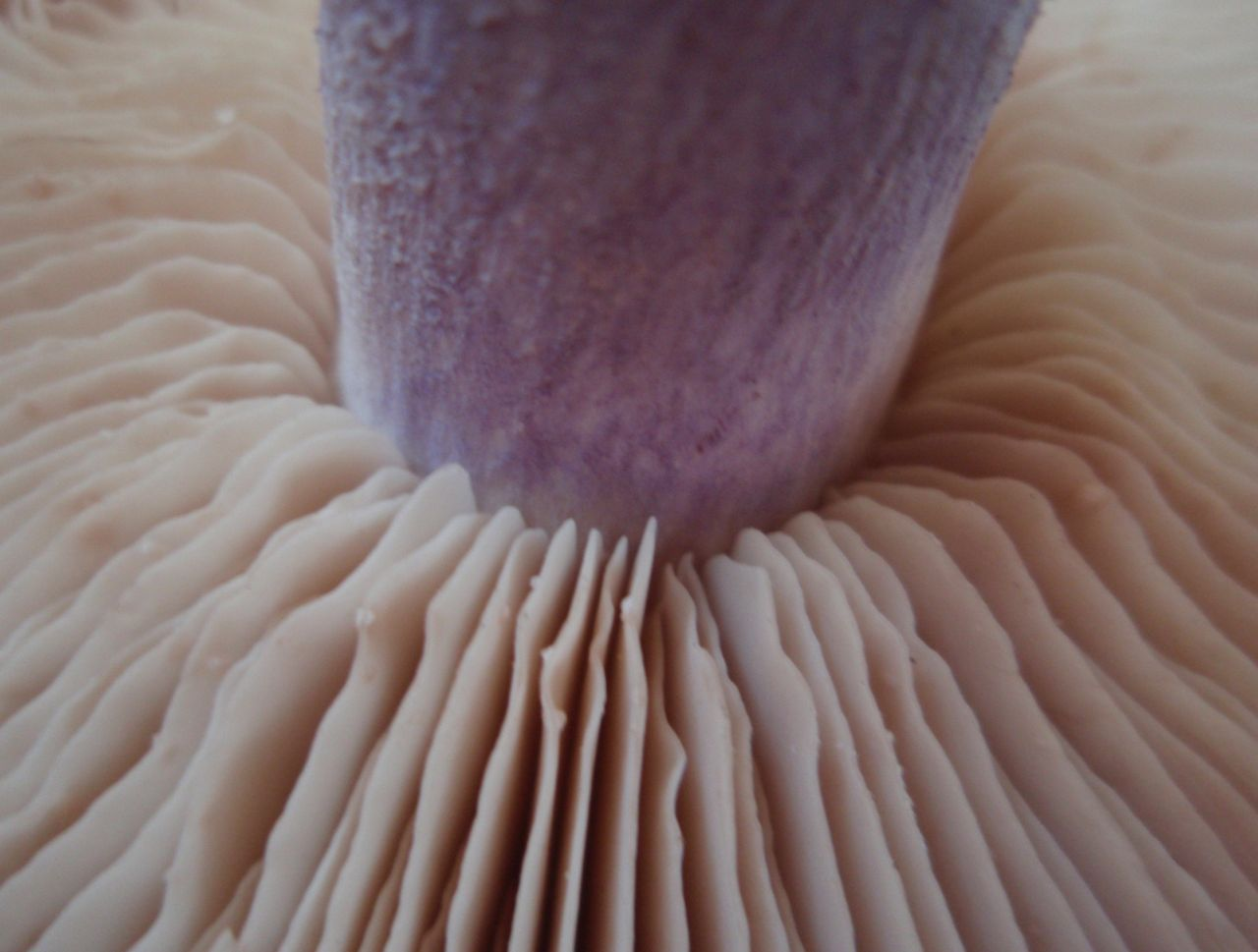
Detail třeně a připojení lupenů